# Альпартір
Альпартір (ісп. Alpartir) — муніципалітет в Іспанії, у складі автономної спільноти Арагон, у провінції Сарагоса. Населення — 564 особи (2010).
Муніципалітет розташований на відстані близько 220 км на північний схід від Мадрида, 48 км на південний захід від Сарагоси.

## Демографія
Динаміка населення (INE ):